# Миргород (станція)
Миргород — проміжна залізнична станція 2-го класу Полтавської дирекції Південної залізниці на електрифікованій лінії Ромодан — Полтава-Київська між станціями Кибинці (13 км) та Милашенкове (8 км). Розташована у однойменному місті Полтавської області.
Неподалік від станції знаходиться Миргородський завод мінеральних вод.

## Історичні відомості
Станція відкрита 1899 року при прокладанні залізниці Київ — Ромодан — Полтава. Вона пролягла землями, які тоді були у володінні миргородського дворянина Юхима Івановича Ксьонзенко. Незабаром через ці володіння розпочався рух поїздів.
28 грудня 1899 року був відкритий залізничний вокзал. Під час Другої світової війни вокзал зазнав значного руйнування. Лише у 1951 році розпочалося його відновлення. Автором проєкту реконструкції залізничного вокзалу став Євген Лимар, який тоді працював архітектором в одній з проєктних установ Південної залізниці у Харкові. Євген Лимар був також автором проєкту відновлення вокзалів станцій Харків-Пасажирський та Полтава-Південна.
Станом на 1904 рік станцію очолювали:
- начальник — Федір Саввич Смаглієнко;
- помічники начальника — Ксенофонт Саватович Хриневич та Михайло Олександрович Ніколенко.

Вхід вокзалу прикрашає бронзовий бюст замисленого Миколи Гоголя, який встановлений у 1904 році. Під час Другої світової війни він був знищений. Незабаром було замовлено у київський художній майстерні новий пам'ятник письменнику. У 1952 році відкрито залізобетонну скульптуру на ознаменування 100-річчя від дня смерті видатного письменника Миколи Гоголя. Він і понині першим зустрічає на вокзалі миргородців та гостей міста.
Інтер'єр вокзалу включає касовий зал та зал чекання. У 1951—1952 роках інтер'єр був оброблений кахлем з українським орнаментом, який вироблений у Миргородському фаховому коледжі імені Миколи Гоголя.
У 2000 році станція електрифікована змінним струмом (~25 кВ) в складі дільниці Ромодан —Миргород.

## Пасажирське сполучення
На станції Миргород зупиняються пасажирські, в тому числі швидкісні поїзди категорії «Інтерсіті+» та приміські поїзди. 
З 30 жовтня 2016 року призначений нічний швидкий поїзд сполученням Хмельницький — Лисичанськ, який здійснює зупинку на станції Миргород.